# Kv-Wert
Der Kv-Wert wird auch als Durchflussfaktor oder als Durchflusskoeffizient bezeichnet. Er ist ein Maß für den erzielbaren Durchsatz einer Flüssigkeit oder eines Gases durch ein Ventil und dient zur Auswahl und Dimensionierung von Ventilen. Der Wert wird in der Einheit m³/h angegeben und ist als effektiver Querschnitt interpretierbar.

## Definition
Der Kv-Wert entspricht dem Wasserdurchfluss durch ein Ventil (in m³/h) bei einer Druckdifferenz von etwa einem Bar (genau 0,98 bar) und einer Wassertemperatur von 5 °C – 30 °C.
Je nach Ventilgröße wird er häufig auch in l/min angegeben.
Ein Kv-Wert gilt nur für den zugehörigen Hub (Öffnungsgrad) eines Ventils. Der Kv-Wert eines Ventils bei Nennhub (100 % Öffnungsgrad) wird als Kvs-Wert bezeichnet. Anhand des Kvs-Wertes kann bei einem Ventil der maximal mögliche Durchsatz ermittelt werden.
Beispiel: Ein fest einstellbares Regulierventil mit fünf Einstellstufen hat für jede einzelne Stufe einen unterschiedlichen Kv-Wert, aber nur einen Kvs-Wert, nämlich den Durchfluss bei größter Stufe.
Das heißt z. B. bei Ventilen, dass der Kvs-Wert verwendet wird, um den maximal möglichen Durchsatz eines beliebigen Ventils auszudrücken. Er kennzeichnet und unterscheidet somit Ventile anhand ihrer Kapazität und beträgt nach VDI/VDE 2173: den Kv-Wert eines Stellgeräts beim Nennhub H100. Der tatsächlich ermittelte Kv100-Wert darf mit einer Toleranz von ± 10 % vom Kvs-Wert angegeben werden.
Die Ermittlung des Kv-Wertes ist geregelt in der Technischen Regel VDI/VDE 2173, Strömungstechnische Kenngrößen von Stellventilen und deren Bestimmung.
Für Flüssigkeiten wird der mindestens erforderliche Kv-Wert für ein Ventil aus den geforderten Betriebsdaten der Anwendung nach folgender Gleichung ermittelt, wenn der Druckverlust zwischen 0,35 und 1 bar liegt:
{\displaystyle K_{\mathrm {v} }=Q\cdot {\sqrt {{\frac {1\ \mathrm {bar} }{\Delta p}}\cdot {\frac {\rho }{1000\ {\frac {\mathrm {kg} }{\mathrm {m} ^{3}}}}}}}}
mit:
- {\displaystyle K_{\mathrm {v} }} = Durchflusskoeffizient
- {\displaystyle Q}  = Volumendurchfluss

Dichte des Wassers in Abhängigkeit von der Temperatur

- {\displaystyle \Delta p} = Druckdifferenz (Eintrittsdruck – Austrittsdruck)
- {\displaystyle \rho } = Dichte des Fluids

Für Wasser mit einer Dichte von {\displaystyle \rho =1000\,\mathrm {kg/m^{3}} } vereinfacht sich die Formel zu:
{\displaystyle K_{\mathrm {v} }=Q\cdot {\sqrt {\frac {1\ \mathrm {bar} }{\Delta p}}}}
Genau genommen gilt dieser Zusammenhang nur für kaltes Wasser, da die Dichte mit steigender Temperatur abnimmt. Wasser von 100 °C hat eine um ca. 4 % geringere Dichte.
Bei bekanntem Kv-Wert lässt sich der Durchsatz für beliebige Dichten und Druckdifferenzen bestimmen. Dabei gilt allgemein (unter Annahme der Inkompressibilität)
{\displaystyle {\text{Volumenstrom}}\sim {\sqrt {\frac {\text{Druckdifferenz}}{\text{Dichte}}}}.}
Das bedeutet beispielsweise:
- bei 4-facher Druckdifferenz verdoppelt sich der Volumenstrom.
- bei 4-facher Dichte halbiert sich der Volumenstrom bzw. verdoppelt sich der Massenstrom.

In nicht metrischen Systemen wird oft ein Cv-Wert angegeben (flow coefficient value). Dieser beschreibt den Wasserdurchfluss in US-Gallons pro Minute (USG/min). Umgerechnet entspricht der Cv-Wert ungefähr dem 1,156-fachen des Kv-Wertes. (Kv = Cv x 0,865).
Bei Gasen wie Erdgas wird häufig statt mit dem Kv-Wert, mit dem KG-Wert gerechnet. Der KG-Wert bezieht sich auf Erdgas mit einem Dichteverhältnis von d = 0,64 entsprechend einer Normdichte von {\displaystyle \rho _{n}} = 0,82752 (ca. 0,83) kg/m3 bei p1 = 2 bar (absolut), p2 = 1 bar (absolut) und einer Gaseintrittstemperatur von tu = 15 °C bzw. Tu = 288,15 K, gemäß den europäischen Normen EN 334 für Gas-Druckregelgeräte und EN 14382 für Sicherheitsabsperreinrichtungen. Der KG-Wert wird in der Einheit (m³/h)/bar angegeben.
Als Umrechnung ergibt sich KG = 33,62 x Kv.

## Allgemeine strömungstechnische Darstellung und Nutzung des Kv-Wertes
Der 1953 von der Firma Mason-Neilan Regulator Co., Boston eingeführte Ventilkoeffizient Cv hat sich im Bereich der Regelungstechnik mit metrischen Maßeinheiten als Kv-Wert rasch durchgesetzt und fand Eingang in den oben genannten Normen. In der allgemeinen Strömungslehre ist er dagegen nicht gebräuchlich. Dies dürfte hauptsächlich an der obigen Definition als zugeschnittene Größengleichung liegen. Allgemeingültiger ist die Darstellung des Kv-Wertes als Durchflussbeiwert wie folgt:
{\displaystyle K_{\mathrm {v} }=Q\cdot {\sqrt {\frac {\rho }{\Delta p}}}}
Setzt man die Größen in SI-Einheiten ein, so hat der Kv-Wert die Dimension einer Fläche. Physikalisch ist darunter eine korrigierte Durchströmfläche zu verstehen, die durch Strahleinschnürung, Wirbelbildung usw. kleiner als der geometrisch engste Querschnitt ist. Jedoch hat sich auch mit Einführung der SI-Einheiten diese allgemeingültige, wissenschaftlich korrekte Darstellung nicht durchgesetzt.
Zwischen dem oben definierten Kv-Wert in m³/h und dem allgemeingültigen Kv-Wert in mm² gilt für Wasser (bei 1 bar Druckdifferenz und einer Dichte von 1000 kg/m³) die Umrechnung:
{\displaystyle \{K_{\mathrm {v} }\}_{\mathrm {m^{3}/h} }={\frac {9}{250}}\cdot \{K_{\mathrm {v} }\}_{\mathrm {mm^{2}} }}
Der Kv-Wert ermöglicht eine einfache Berechnung von Reihen- und Parallelschaltungen von Strömungswiderständen bzw. Ventilen zu einem resultierenden Kv-Gesamtwert und die Umrechnung zum Druckverlustbeiwert.

## Einzelbelege
1. ↑  Roos, Hans: Hydraulik der Wasserheizung; 5. Aufl.; Oldenbourg-Industrieverl.; 2002; Zitat S. 14 oben: „Nach der VDI/VDE-Richtlinie 2173 ist der Kv-Wert eines Ventils als Durchlaßstrom in m³/h Wasser definiert, der das Ventil [...] durchströmt“
2. ↑  Entwurf VDI/VDE 2173 - Strömungstechnische Kenngrößen von Stellgeräten und deren Bestimmung. Abgerufen am 20. März 2025.
3. ↑  http://www.buerkert.de/DEU/737.html
4. ↑  http://www.fas.ch/info_tech_kv.asp?sectionID=t&Langue=deutsch
5. ↑  VDI/VDE 2173
6. ↑  Burkhardt, Wolfgang; Kraus, Roland: Projektierung von Warmwasserheizungen; 7. Auflage; Oldenbourg-Industrieverl.; 2005; S. 311 f.
7. ↑  Roos, Hans: Hydraulik der Wasserheizung; 5. Aufl.; Oldenbourg-Industrieverl.; 2002; S. 15, Formel 1.20
8. ↑  Kv Cv Flow Coefficient - Valvias. Abgerufen am 7. August 2021.
9. ↑  Kv Wert von Ventilen berechnen. Abgerufen am 7. August 2021.
10. ↑  Bernd Glück: "Hydrodynamische und gasdynamische Rohrströmung, Druckverluste". Download, Seite 61 ff.